# Clothru
Clothru ist im Ulster-Zyklus der keltischen Mythologie Irlands die Schwester der Königin Medb von Connacht.

## Mythologie
Clothru von Cruachan, so ihr Beiname, ist die Tochter von König Eochaid Fedlech und eine seiner insgesamt sechs Töchter. Ihre Burg soll sich auf Inis Clothrann („Insel der Clothru“, heute Inchcleraun/Inis Cloithrinn) im Loch Rí (Lough Ree) befunden haben, einem See im Flussgebiet des Shannon.
In der Erzählung Aided Medba/Meidbe („Medbs Tod“) wird in einer Nebenhandlung berichtet, dass Clothru noch vor Medb Königin von Cruachan gewesen sei, weswegen beide den Beinamen „von Cruachan“ getragen hätten. Als ihre Brüder Bres, Nár und Lothar, genannt die Findemna („die schönen Drillinge“), planten, den Vater vom Thron zu stürzen, habe sie dies zuerst durch Verrat verhindern wollen. Da dieser Plan aber fehlschlug, lud sie die drei auf ihre Burg ein, wo sie ihre Brüder verführte. Sie gebar einen Sohn, Lugaid Riab nDerg („Lugaid mit den roten Streifen“), und drohte ihnen damit, diese Schande zu verraten, wenn sie noch jemals die Hand gegen den Vater erheben würden. Gleichzeitig wollte sie damit sicherstellen, dass der Stamm ihres Vaters beim von ihr befürchteten Tod der Söhne nicht ausstarb.
Später wird Clothru von Medb ermordet und von ihrem Sohn Furbaide Ferbend gerächt.